# Реформатская пресвитерианская церковь Малави
Реформатская пресвитерианская церковь Малави (англ. The Reformed Presbyterian Church of Malawi) — христианская деноминация в Малави.

## История
Церковь была основана в 1985 году в результате миссионерской работы Свободной пресвитерианской церкви Шотландии. Церковь насчитывает более 200 общин и от 7 000 до 10 000 членов, в основном в сельских районах центральной и южной Малави. С 2006 года эту деноминацию поддерживает Херстельд Хервормде Керк из Восстановленной реформатской церкви Нидерландов.
Общины церкви небольшие, некоторые из них берут свое начало в евангелизационных собраниях. Джордж Омен был первым реформатским миссионером из Нидерландов, который сначала давал богословскую подготовку студентам-теологам. Позже его задачей было обучение служителей в пресвитериях и приходах. С 2007 по 2017 год он был советником классов и синода церкви. В 2020 году церковь объединилась с Ассоциированной реформатской пресвитерианской церковью в Малави.

## Вероучение
В 2005 году состоялось первое заседание Синода, и церковь приняла Апостольский Символ веры, Никейский Символ веры, Вестминстерское исповедание веры, Вестминстерский Большой катехизис, Вестминстерский Краткий катехизис и Гейдельбергский катехизис. Через год синод принял собственный церковный устав.

## Руководство
Первым модератором синода был Чарльз Бени. На этом посту его сменил Фердинанд Фаламенга. В настоящее время синод возглавляет Криспин Локи.

## Внешние ссылки
- Веб-сайт Сети реформации Малави